# ديترويت (إلينوي)
ديترويت (بالإنجليزية: Detroit, Illinois)‏ هي معلم جغرافي تقع في الولايات المتحدة في إلينوي.

## الموقع الجغرافي
الموقع الجغرافي للمناطق المحيطة بهذه النقطة هو كالتالي: